# Елизаветино (Гатчинский район)
Елизаве́тино — посёлок в Гатчинском муниципальном округе, бывший административный центр Елизаветинского сельского поселения.

## История
Посёлок образовался рядом с железнодорожной станцией, принадлежавшей Балтийской и Псково-Рижской железным дорогам.
Согласно «Топографической карте частей Санкт-Петербургской и Выборгской губерний» в 1860 году станция называлась Елизаветинская. 

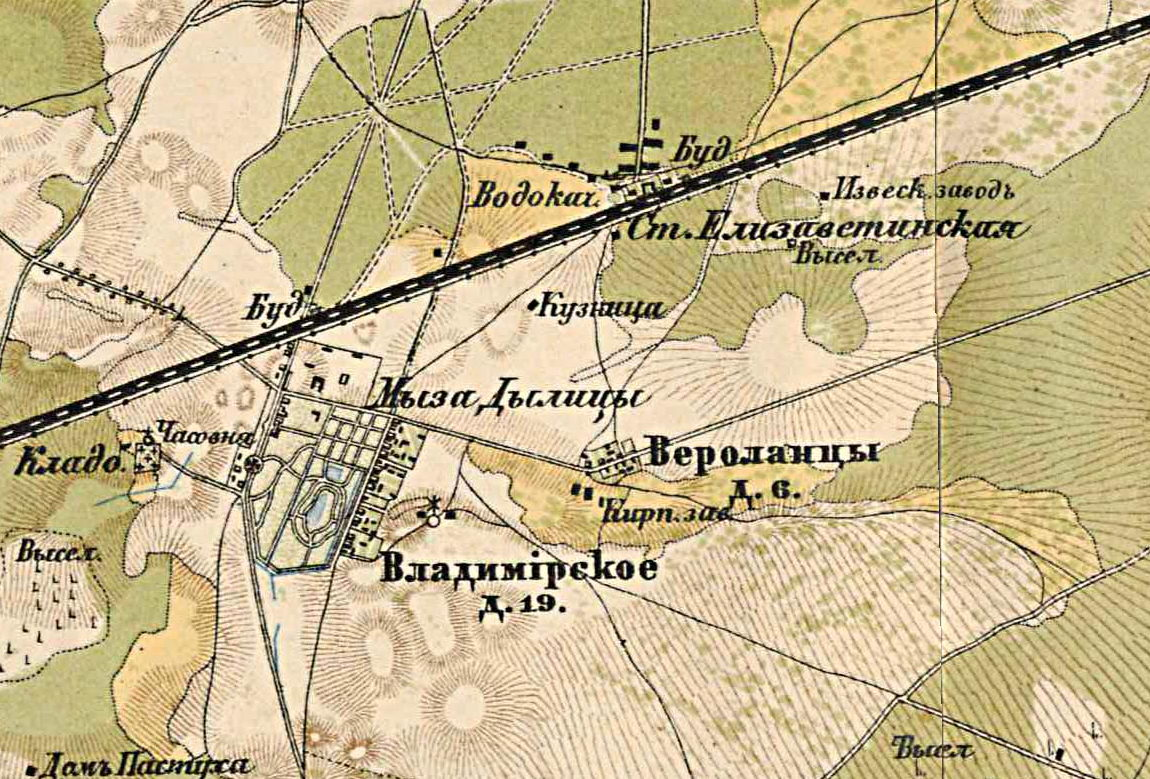
Станция Елизаветинская и мыза Дылицы. 1885 год

Станция Елизаветинская упоминается на карте 1885 года. 
В 1913 году на «Карте района манёвров» она обозначена как Станция 3-го класса Елизаветино.
Название станции дали в угоду владелицы близлежащей усадьбы, Елизаветы Эсперовны Трубецкой.
Елизаветино также часто упоминают в связи с усадьбой расположенной поблизости в деревне Дылицы.
С 1917 по 1923 год деревня Николаевка входила в состав Елизаветинского сельсовета Губаницкой волости Петергофского уезда.
С 1923 года в составе Венгисаровской волости Гатчинского уезда.
Согласно данным переписи населения СССР 1926 года в посёлке Николаевка Елизаветинского сельсовета Венгисаровской волости Троцкого уезда проживали 329 человек — в основном русские, а также эстонцы, поляки, латыши, татары, немцы и шведы.
С 1927 года в составе Гатчинского района.
В 1928 году население посёлка Николаевка также составляло 329 человек.
По данным 1933 года в Елизаветинский сельсовет Красногвардейского района входили 14 населённых пунктов: дачный посёлок Николаевка; деревни Авколево, Вереланцы, Большое Верепье, Малое Верепье, Дылицы, Ижора, Натальевка, Шпаньково: хутора Грунты-Дылицы, Грунты, Удельное, Шпаньково и выселок Шпаньково, общей численностью населения 1427 человек. Административным центром сельсовета был дачный посёлок Николаевка.
По данным 1936 года в состав Елизаветинского сельсовета входили 16 населённых пунктов, 508 хозяйств и 8 колхозов. Административным центром так же был дачный посёлок Николаевка.
Посёлок был освобождён от немецко-фашистских оккупантов 27 января 1944 года.
В 1958 году население посёлка Николаевка составляло 715 человек.
По данным 1966 года посёлок Николаевка был административным центром Елизаветинского сельсовета.
По данным 1973 года административным центром Елизаветинского сельсовета был посёлок Елизаветино, в нём располагалась центральная усадьба совхоза «Дружба».
По данным 1990 года в посёлке Елизаветино проживали 3093 человека. Посёлок являлся административным центром Елизаветинского сельсовета в который входили 26 населённых пунктов: деревни Авколево, Алексеевка, Березнево, Большие Борницы, Вероланцы, Волгово, Дубицы, Дылицы, Ермолино, Заполье, Ижора, Колодези, Луйсковицы, Малые Борницы, Натальевка, Новая, Ознаково, Пульево, Раболово, Смольково, Таровицы, Холоповицы, Шпаньково, Эду, Яскелево и посёлок Елизаветино, общей численностью населения 5356 человек.
В 1997 году в посёлке проживали 3018 человек, в 2002 году — 3052 человека (русские — 91%), в 2007 году — 2963.

## География
Посёлок расположен в северо-западной части района на автодороге 41А-002 (Гатчина — Ополье) в месте примыкания к ней автодороги 41К-104 (Елизаветино — Скворицы). 
Расстояние до районного центра — 23 км.
Посёлок состоит из трёх основных частей:
- Николаевка
- Новый
- Жилпосёлок

## Демография
| 2002 | 2007  | 2010  | 2017  |
| ---- | ----- | ----- | ----- |
| 3052 | ↘2963 | ↗3120 | ↗3420 |

### Национальный состав
Согласно данным Всероссийской переписи населения 2021 года в посёлке проживали 2809 человек, из них:
русские — 1917, чуваши — 4, татары — 3, белорусы — 2, армяне — 1, грузины — 1, марийцы — 1, немцы — 1, осетины — 1, другие национальности — 17 человек, остальные национальность не указали.

## Достопримечательности
- Мемориал защитникам Родины. Расположен около железнодорожной станции Елизаветино. Мемориал сооружён на месте братской могилы курсантов-пограничников Ново-Петергофского политического училища, ополченцев, защищавших Елизаветино в 1941 года, а также солдат и офицеров 90-й стрелковой дивизии и 31-го танкового полка, освободивших посёлок в январе 1944 года[21]

## Предприятия и организации
- Библиотека
- 2 отделения «Почты России»
- Больница сестринского ухода
- Отделение Северо-западного банка «Сбербанка России»

## Образование
В посёлке работают: отделение дошкольного образования, два отделения школы (средняя и общеобразовательная школа) и агропромышленный факультет ГГУ (бывш. ГИЭФПТ).
- Агропромышленный факультет Гатчинского государственного университета.
- МБДОУ Детский сад № 55 комбинированного вида[22]
- МБОУ «Елизаветинская средняя общеобразовательная школа»

## Транспорт
Через посёлок проходит железная дорога Мга — Ивангород, имеется станция Елизаветино. Осуществляется пригородное сообщение.
Через посёлок проходит автомобильная дорога 41А-002 (Гатчина — Ополье), на которой осуществляется автобусное сообщение пригородными маршрутами:
- № 523 Гатчина — Луйсковицы
- № 523А Гатчина — Яскелево
- № 524 Гатчина — Волосово
- № 526 Гатчина — Глумицы
- № 530 Гатчина — Раболово
- № 543 Гатчина — Елизаветино

## Фото

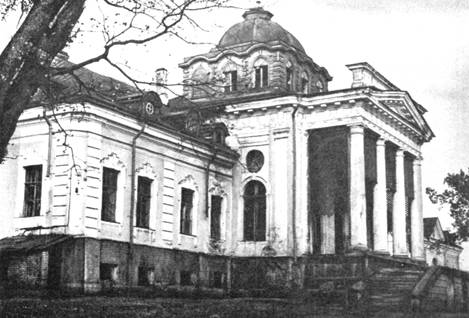
Усадьба Елизаветино
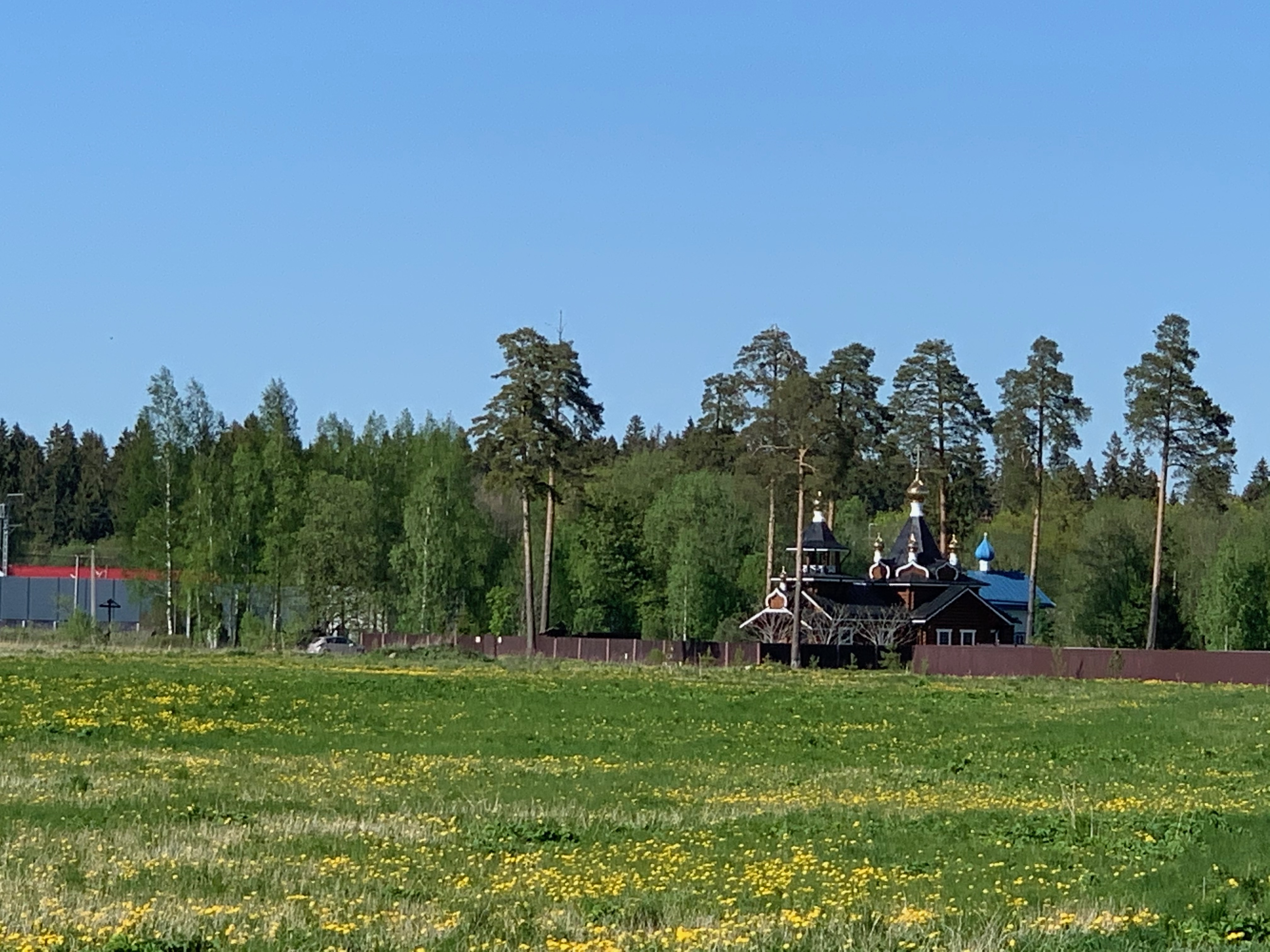
Церковь Владимирской иконы Божией Матери
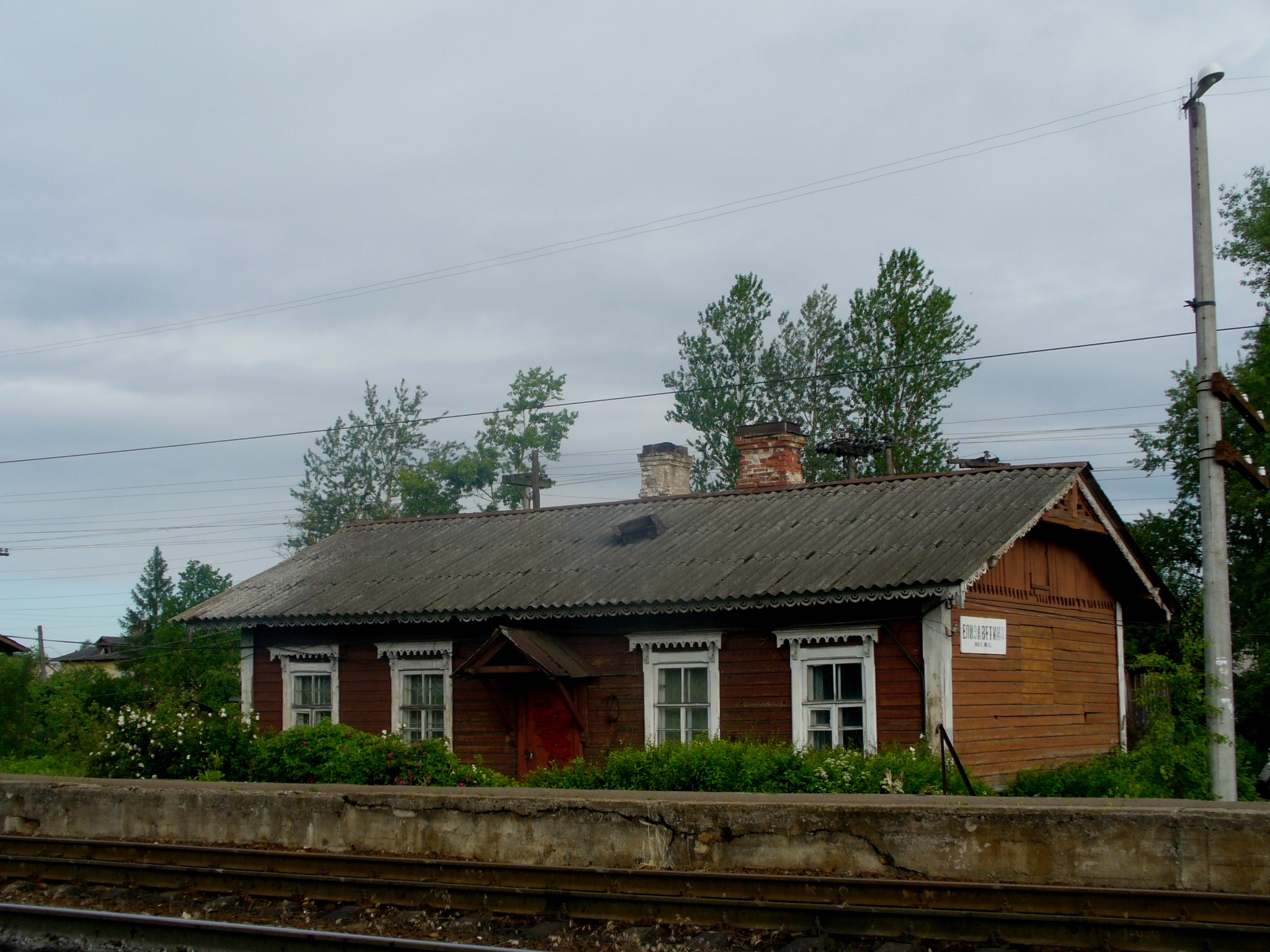
Станция Елизаветино

## Улицы
1-я, 10-я, 11-я, 2-я, 3-я, 4-я, 5-я, 6-я, 7-я, 8-я, 9-я, Александровская, Безымянный переулок, Большая Советская, Вероланское шоссе, Вокзальная, Волосовское шоссе, Вохоновское шоссе, Гатчинское шоссе, Горная, Дачная, Дружбы площадь, Дылицкое шоссе, Еленинская, Заводская, Килькино поле, Крайняя, Красный проспект, Кривой переулок, Лагерная, Ленинская, Леонида Басова, Лесная сказка, Малая Советская, Новая, Парковая, Первая, Полевая, Сельский переулок, Сергеевская, Советский 1-й переулок, Советский 2-й переулок, Средняя, Холоповицкое Поле, Школьная.

## Садоводства
Красная нить.